# Daniel, el trapella
Daniel, el trapella (títol original: Dennis the Menace) és una pel·lícula estatunidenca de comèdia de l'any 1993, protagonitzada per Walter Matthau i Mason Gamble. La pel·lícula està basada en la tira còmica Daniel el Trapella. Ha estat doblada al català.

## Argument
Pel·lícula basada en el popular personatge de còmic, creat en els anys 50 per Hank Ketcham. Nick Castle ha respectat el 'look' de les vinyetes i els diversos personatges: Daniel Mitchell (Mason Gamble), un nen ingenu que no mesura les conseqüències de les seves trapelleries; el senyor Wilson (Walter Matthau), veí rondinaire però de bon cor i la maternal senyora Wilson (Joan Plowright). També Daniel viu amb els seus pares Alice Mitchell i Henry Mitchell. Té una amiga grollera anomenada Margaret.
John Hughes ha escrit i produït la pel·lícula. El guió fila nombrosos gags, alguns molt divertits. La unitat la posa un sinistre dolent (Christopher Lloyd), l'ombra del qual planeja al llarg de la història. La pel·lícula comença amb Daniel Mitchell en la seva bicicleta arribant a la casa del Senyor Wilson per donar-li unes pastilles, ja que es troba molt malalt però després d'això sorprèn a Daniel i després truca per telèfon a casa seva per reclamar la trapelleria que ha fet. Més tard Alice porta a Daniel a casa de Margaret on es troba el seu amic Joey 
i després els 3 van al bosc on veuen una casa que pensen pintar perquè sigui un lloc de diversió. Més tard arriba a la ciutat el sinistre lladre (Christopher Lloyd). Quan Margaret, Daniel i Joey arriben al bosc pugen a la casa de l'arbre i comencen a posar-li els claus mentre el dolent veu la nina de Margaret i després la hi roba. Després d'això Margaret comença a notar que algú li ha robat la seva nina.

## Repartiment
- Walter Matthau: George Wilson (el Senyor Wilson).
- Mason Gamble: Daniel Mitchell.
- Joan Plowright: Martha Wilson.
- Christopher Lloyd: Switchblade Sam (el dolent).
- Robert Stanton: Henry Mitchell.
- Lea Thompson: Alice Mitchell.
- Amy Sakasitz: Margaret Wade.
- Kellen Hathaway: Joey (l'amic de Daniel).
- Paul Winfield: l'oficial de policia.
- Natasha Lyonne: Polly.
- Devin Ratray: Mickey.

## Nominacions
- 1993: Nominada als Premis Razzie: Pitjor nova estrella (Mason Gamble)